# Lacenas
Lacenas es una comuna francesa situada en el departamento de Ródano, de la región de Auvernia-Ródano-Alpes. Pertenece a la comunidad de aglomeración Villefranche-Beaujolais-Saône.

## Demografía
| 474 | 443 | 455 | 471 | 714 | 852 | 887 | 923 |
| Para los censos de 1962 a 1999 la población legal corresponde a la población sin duplicidades (Fuente: INSEE [Consultar]) |     |     |     |     |     |     |     |

## Hermanamiento
Está hermanada con la localidad italiana de Canale d'Agordo desde 2006.